# Mitsubishi Fuso Super Great
Mitsubishi Fuso Super Great (jap. 三菱ふそう·スーパーグレート, Mitsubishi Fusō Sūpā Gurēto) ist eine Serie von schweren Nutzfahrzeugen der Mitsubishi Fuso Truck and Bus Corporation mit zwei bis vier Achsen und Gesamtgewichten bis 25 Tonnen. Neben Canter und Fighter ist der Super Great das größte Modell von Fuso auf dem japanischen Markt und das einzige mit 2,5 Metern Fahrzeugbreite. Im Vergleich zu Europa spielen in Japan Solofahrzeuge eine wesentlich wichtigere Rolle als Sattel- oder Hängerzüge, dafür wird der Super Great als Pritschenfahrzeug mit bis zu 12 Metern Länge angeboten. In Japan, Asien, Afrika und Südamerika, wo die Fahrzeuge verkauft werden, sind die Hauptkonkurrenten der Nissan Diesel Quon, Nissan Diesel Big Thumb, Isuzu Giga und der Hino Profia. Meistens können die Modelle identifiziert werden durch das Diamanten-Logo (bei Fuso in silber) und den Schriftzug des Modellnamens an der Kabine. Der alte Mitsubishi-Schriftzug wird meist auf der Rückseite des Fahrzeugs verwendet.
Der Super Great führte einige Innovationen in Japan ein: Bei seiner Vorstellung war der Super Great der erste Vierachser aus japanischer Fertigung, der auf allen vier Achsen Räder und Reifen gleicher Größe einsetzte, so dass nur noch ein Reserverad mitgeführt werden musste und Gewicht gespart werden konnte. Außerdem war die erste Achse erstmals an gleicher Position wie bei den Zwei- und Dreiachsern unter Kabine und Motor angebracht.

Seit 2000 verfügen die Super Great über einen Fahrer-Airbag.
Im Mai 2014 wurde der Super Great V vorgestellt. Das „V“ bezeichnet die 5. Generation des Super Great, ist aber auch eine Anspielung auf „Victory“ (dt. Sieg) für die besondere Kraftstoffeffizienz und Wirtschaftlichkeit der aktuellen Auflage des LKW: Die japanischen Verbrauchsvorgaben werden um 5 % unterboten (was zu Steuervergünstigungen führt), gegenüber dem Wettbewerb soll der Verbrauchsvorteil 10 % betragen.

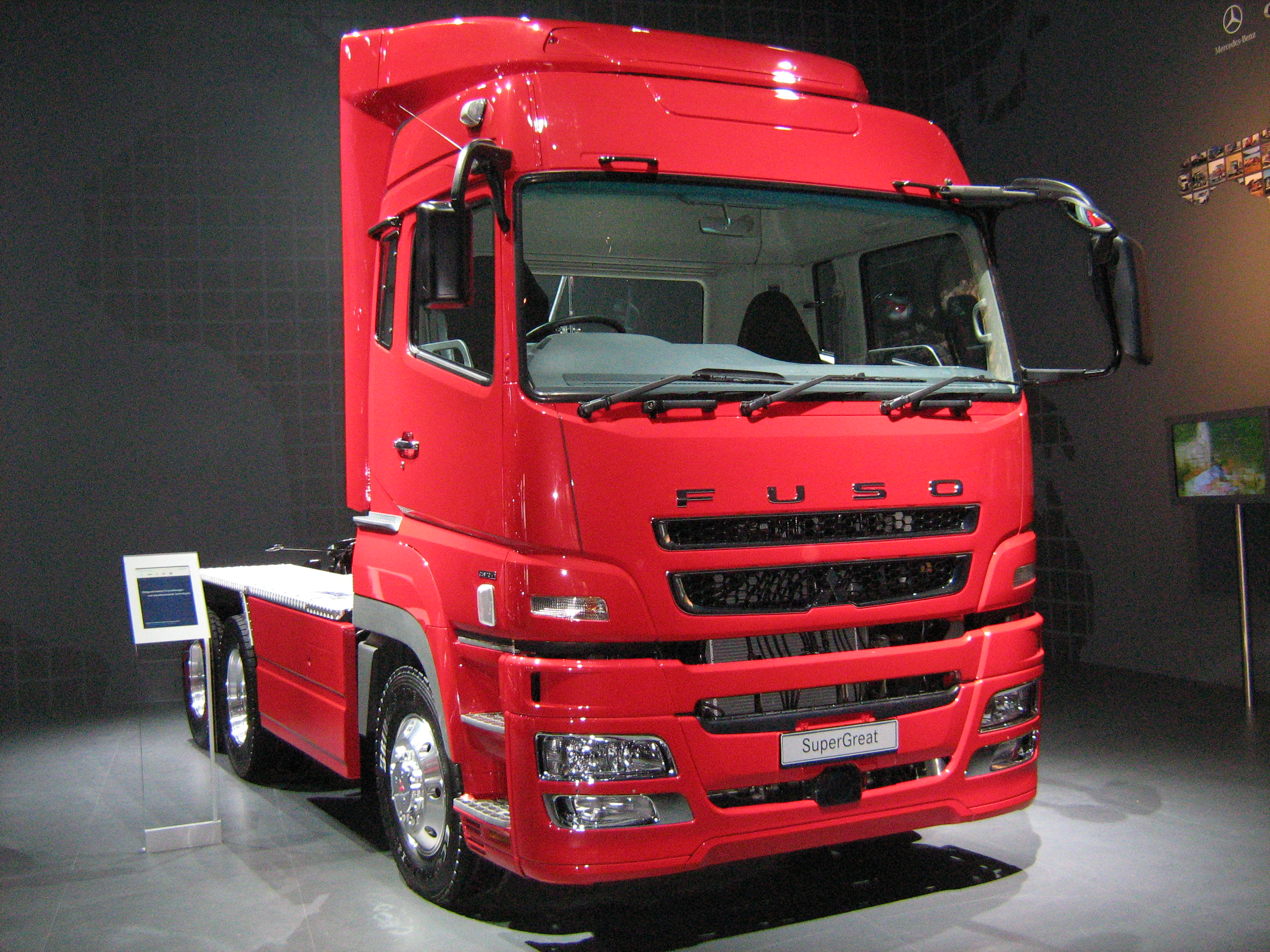
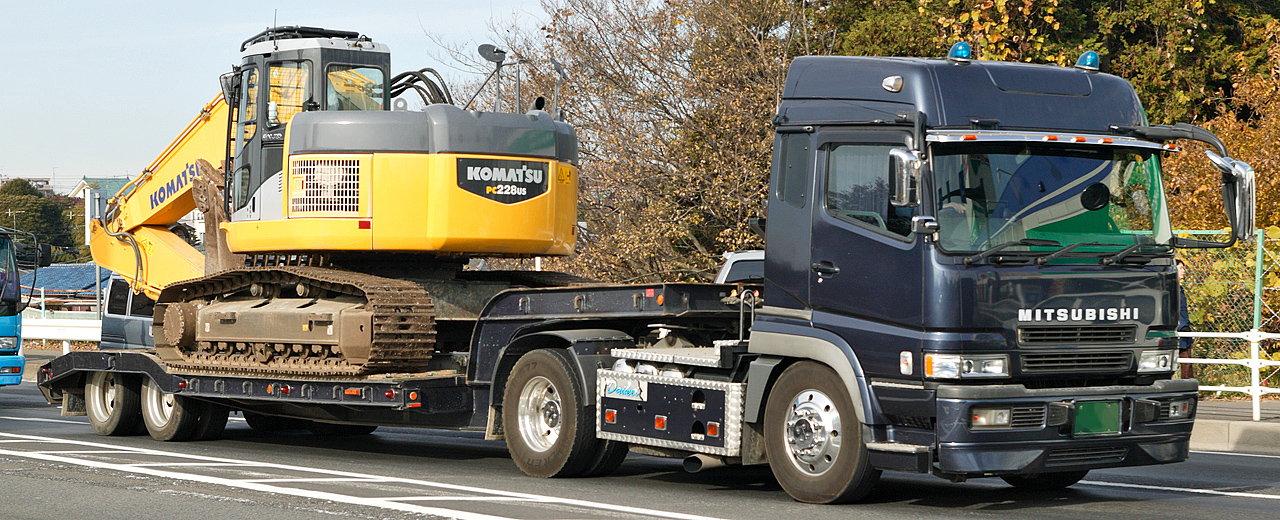
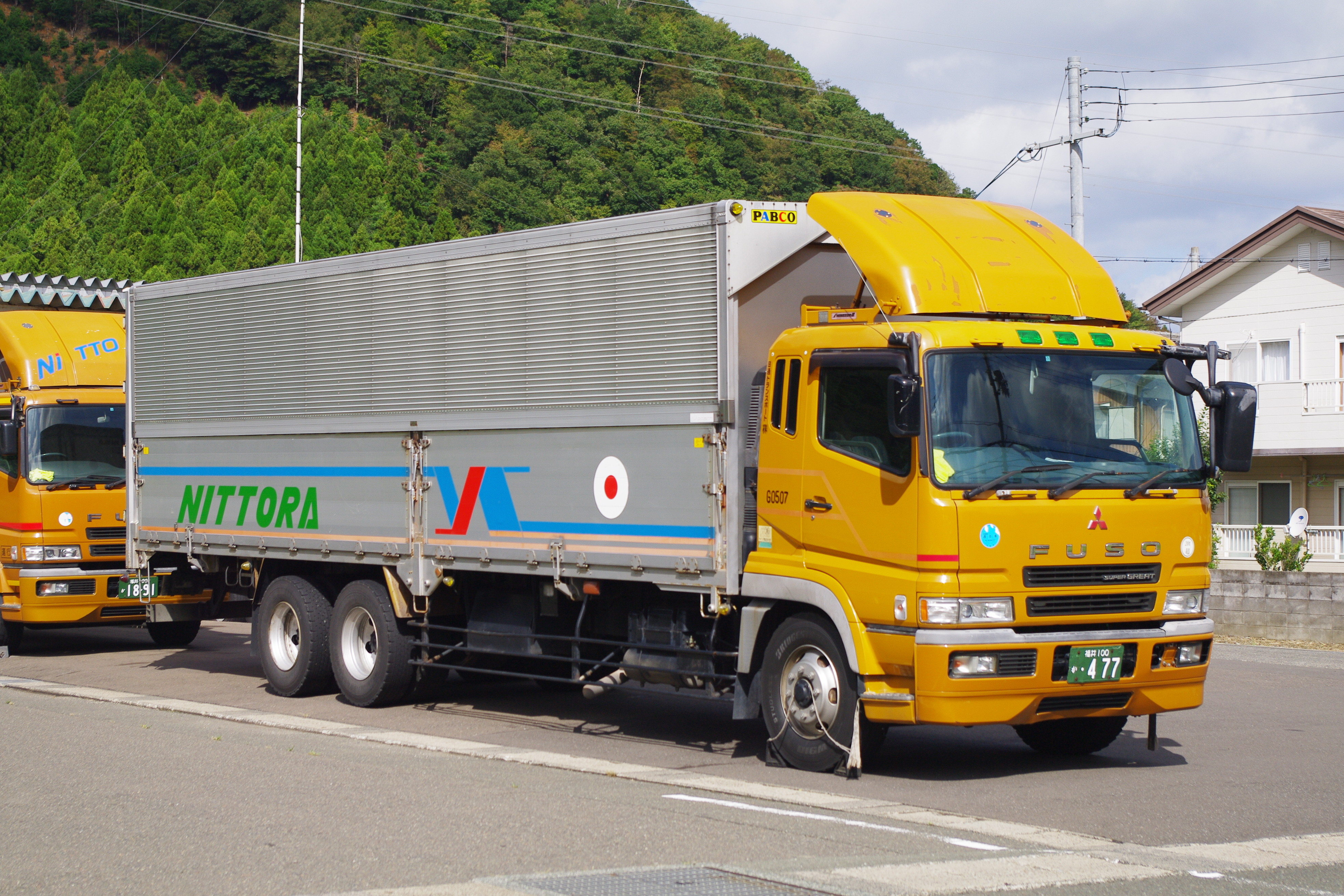